# Gigantione pratti
Gigantione pratti är en kräftdjursart som beskrevs av Danforth 1967. Gigantione pratti ingår i släktet Gigantione och familjen Bopyridae. Inga underarter finns listade i Catalogue of Life.